# 維珍尼亞州州長
維珍尼亞州長（英語：Governor of Virginia）是維珍尼亞州州政府最高的行政長官。任期4年。
現任的維珍尼亞州州長為2021年維吉尼亞州州長選舉勝選的 共和黨籍格倫·楊金，2022年1月15日就職，他的任期将于2026年结束。

## 资格
州长候选人必须是具备以下条件的美国公民： 参选前五年居住在弗吉尼亚州且是登记选民。候选人必须年满30岁。
与其他州长不同，弗吉尼亚州州长不允许连任。自1830年弗吉尼亚第二部宪法通过以来，他们已被禁止连选连任。然而，前任州长可在今后的选举中竞选连任。自1830年以来，只有两名州长威廉·史密斯（William Smith）和米尔斯·戈德温（Mills Godwin）当选连任。史密斯的第二个任期是在弗吉尼亚脱离联邦之后进行的，戈德温成为美国历史上首个由两党选举的州长，1973年前民主党当选为共和党人。其他非连续任职的州长只有帕特里克-亨利和詹姆斯-门罗，乔治-威廉-史密斯在成为正式州长之前曾两次担任代理州长。
要参加弗吉尼亚州州长的选举，每位候选人必须提交10,000个签名，包括来自弗吉尼亚州的11个国会选区中每个选区至少400名合格选民的签名。

## 权力
- 州长具有立法权，可以提交建议并在他认为必要时召集特别会议。
- 州长拥有否决权。在成为法律之前，必须将所有法案发送给州长。州长可以在法案上签字，让其静置7天，然后成为法律，或否决立法。否决之后，该法案返回其原产地，并可能被每所房屋三分之二的投票否决。
- 州长也有权使用否决权。他可以将立法建议和修正案发回立法机关。立法机关必须以每所房屋多数票通过变更决定，或以每所房屋三分之二多数票否决否决权。
- 州长是弗吉尼亚民兵部队的总司令。
- 州长还可以与其他州和外国势力进行沟通。
- 州长有权填补职位空缺，除非该职位由立法机关任命。
- 州长可以减刑或减刑，并可以赦免。州长还可以恢复投票权，并推翻对个人的其他政治处罚。